# Würz
Würz är ett berg i Schweiz. Det ligger i distriktet Brugg och kantonen Aargau, i den centrala delen av landet. Toppen på Würz är 814 meter över havet.
Terrängen runt Würz är huvudsakligen lite kuperad. Den högsta punkten i närheten är Strihe, 867 meter över havet, 2,9 km väster om Würz.
I omgivningarna runt Würz växer i huvudsak blandskog.